# Gaussberg
Gaussberg (německy znamená Gaussova hora) je vyhaslá sopka na východním pobřeží Antarktidy, u Davisova moře, v oblasti Země císaře Viléma II. Dosahuje výšky 370 m nad mořem.

## Název
Byla objevena v roce 1902 německou antarktickou expedicí. Velitel výpravy, Erich Drygalski, nazval horu podle německého matematika Carla Friedricha Gausse, po němž se jmenovala i loď expedice.